# Тошкуровська сільська рада
Тошку́ровська сільська рада (рос. Тошкуровский сельский совет) — муніципальне утворення у складі Балтачевського району Башкортостану, Росія. Адміністративний центр — присілок Тошкурово.

## Населення
Населення — 1086 осіб (2019, 1456 в 2010, 1744 в 2002).

## Склад
До складу поселення входять такі населені пункти:
| Населений пункт         | Населення, осіб (2002) | Населення, осіб (2010) |
| ----------------------- | ---------------------- | ---------------------- |
| Асавка, присілок        | 466                    | 416                    |
| Манагазово, присілок    | 117                    | 87                     |
| Міщерово, присілок      | 208                    | 164                    |
| Новобалтачево, присілок | 411                    | 337                    |
| Тошкурово, присілок     | 522                    | 436                    |
| Чипчиково, присілок     | 20                     | 16                     |